# Cosmophyga
Cosmophyga is een geslacht van vlinders van de familie spanners (Geometridae), uit de onderfamilie Ennominae.

## Soorten
- C. cosmatina Prout, 1935
- C. monastica Dognin, 1893
- C. mosticana Dognin, 1900
- C. privataria Walker, 1863
- C. sociodes Prout, 1935